# Otis (Kolorado)
Otis – miasto w Stanach Zjednoczonych, w stanie Kolorado, w hrabstwie Washington.